# Australian Open 2016 - Singolare maschile in carrozzina
Shingo Kunieda era il detentore del titolo, ma è stato sconfitto ai quarti da Gordon Reid.
Proprio il giocatore britannico si è aggiudicato il titolo sconfiggendo in finale Joachim Gerard per 7-6(7), 6-4.

## Teste di serie
1. Shingo Kunieda (quarti di finale)
2. Stéphane Houdet (semifinale)

## Tabellone

### Legenda
| - Q = Qualificato - WC = Wild card - LL = Lucky loser | - ALT = Alternate - SE = Special Exempt - PR = Protected Ranking | - w/o = Walkover - r = Ritirato - d = Squalificato |

|  | Quarti di finale | Quarti di finale  | Quarti di finale  | Quarti di finale | Quarti di finale |  |  | Semifinali        | Semifinali        | Semifinali     | Semifinali     | Semifinali     |      |   | Finale      | Finale      | Finale      | Finale | Finale |  |
|  |                  |                   |                   |                  |                  |  |  |                   |                   |                |                |                |      |   |             |             |             |        |        |  |
|  | 1                | Shingo Kunieda    | Shingo Kunieda    | 3                | 6(1)             |  |  |                   |                   |                |                |                |      |   |             |             |             |        |        |  |
|  |                  | Gordon Reid       | Gordon Reid       | 6                | 7                |  |  | Gordon Reid       | Gordon Reid       | 6              | 6(6)           | 9              |      |   |             |             |             |        |        |  |
|  |                  | Gustavo Fernández | Gustavo Fernández | 6                | 6                |  |  | Gustavo Fernández | Gustavo Fernández | 3              | 7              | 7              |      |   |             |             |             |        |        |  |
|  | WC               | Adam Kellerman    | Adam Kellerman    | 2                | 4                |  |  |                   |                   |                |                |                |      |   | Gordon Reid | Gordon Reid | Gordon Reid | 7      | 6      |  |
|  | Joachim Gérard   | Joachim Gérard    | Joachim Gérard    | 6                | 6                |  |  |                   |                   | Joachim Gérard | Joachim Gérard | Joachim Gérard | 6(7) | 4 |             |             |             |        |        |  |
|  | Maikel Scheffers | Maikel Scheffers  | Maikel Scheffers  | 3                | 2                |  |  |                   | Joachim Gérard    | 3              | 6              | 6              |      |   |             |             |             |        |        |  |
|  |                  | Nicolas Peifer    | Nicolas Peifer    | 4                | 3                |  |  | 2                 | Stéphane Houdet   | 6              | 1              | 3              |      |   |             |             |             |        |        |  |
|  | 2                | Stéphane Houdet   | Stéphane Houdet   | 6                | 6                |  |  |                   |                   |                |                |                |      |   |             |             |             |        |        |  |